# Douglas Fisher (attore)
Douglas Fisher, detto Doug (20 settembre 1941 – 9 luglio 2000), è stato un attore britannico.
Attivo soprattutto in teatro, ha recitato anche in molte serie televisive, fra cui Caro papà, Gli invincibili, Due poliziotti a Palm Beach, Yes Minister, e Un uomo in casa, dove interpretava Larry Simmonds, il migliore amico del protagonista Robin.
Per il cinema ha recitato in The Stud - Lo stallone di Quentin Masters, Street Gun di Travis Milloy, Lo spezzaossa di J. Todd Anderson.

## Filmografia parziale

### Cinema
- The Smashing Bird I Used to Know, regia di Robert Hartford-Davis (1969)
- The Stud - Lo stallone (The Stud), regia di Quentin Masters (1978)
- The Bitch, regia di Gerry O'Hara (1979)
- Lo spezzaossa (The Naked Man), regia di J. Todd Anderson (1998)

### Televisione
- Caro papà (Father, Dear Father) – serie TV, episodio 3x06 (1970)
- All Our Saturdays – serie TV, 5 episodi (1973)
- Gli invincibili (The Protectors) – serie TV, episodio 2x19 (1974)
- Un uomo in casa (Man About the House) – serie TV, 19 episodi (1973-1976)
- Feet First – serie TV, 6 episodi (1979)
- Yes Minister – serie TV, episodio 3x02 (1982)
- London's Burning – serie TV, 9 episodi (1988-1993)
- Due poliziotti a Palm Beach (Silk Stalkings) – serie TV, episodio 4x03 (1994)
- Heartbeat – serie TV, episodio 7x15 (1997)